# (4082) Swann
(4082) Swann ist ein Hauptgürtelasteroid, der am 27. September 1984 von Carolyn Shoemaker vom Palomar-Observatorium aus entdeckt wurde.
Der Asteroid wurde nach dem US-amerikanischen Geologen Gordon Swann benannt.